# Улица Польских Архитекторов
Улица Польских архитекторов (азерб. Polşa memarları küçəsi) — переулок, расположенный в Сабаильском районе города Баку.
В конце XIX века, в период когда территория города Баку расширялась и строилось много новых зданий, наряду с местными специалистами, в строительстве новых районов также участвовали иностранцы. Значительную роль в формировании архитектурного облика города сыграли польские архитекторы и инженеры. С целью увековечить их имена, одна из улиц исторического района города была названа в честь польских архитекторов.
На одном из зданий, расположенных на этой улице, установлена мемориальная доска с именами Иосифа Гославского, Казимира Скуревича, Иосифа Плошко и Евгения Скибинского, спроектировавших здание Исполнительной власти города Баку, здание Женской мусульманской школы Тагиева - Институт рукописей, Дворец Тагиева - здание Музея истории Азербайджана, Дворец Муртузы Мухтарова, Дворец Исмаилия, Дом Агабалы Гулиева, Азербайджанский государственный кукольный театр им А. Шаига и ещё множество замечательных проектов зданий и строений, построенных в Баку. А также православный и католический храмы, которые были уничтожены советской властью в 30-х годах. Автор мемориальной доски — заслуженный архитектор Азербайджана Эльбай Гасымзаде.